# Толкач Анатолій Петрович
Анато́лій Петро́вич Толкач — сержант Збройних сил України.

## З життєпису
2011 року керував ПП «Укрторг» в Южноукраїнську.
Брав участь у боях на сході України.
Восени 2015 року обраний депутатом Южноукраїнської міської ради 7-го скликання.
Дружина — Толкач Анжела Миколаївна, діти: доньки — Толкач Лілія Анатоліївна, Толкач Світлана Анатоліївна, онук — Хилюк Тимур Олександрович

## Нагороди
За особисту мужність, сумлінне та бездоганне служіння Українському народові, зразкове виконання військового обов'язку відзначений — нагороджений
- орденом За мужність III ступеня (3.11.2015).